# В'язниця Седная
В'язниця Седная — військова в'язниця в Сирії, нею керував уряд династії Асадів (президентів Хафеза аль-Асада та його сина Башара Асада). В'язниця підпорядковувалась безпосередньо міністру оборони країни і управлялась військовою поліцією та військово розвідкою. Отримала характеристику «бійні для людей» і вважається символом жорстокості режиму через застосування до ув'язнених тортур, сексуального насилля та масових страт .
В'язниця розташована за 30 км на північ від Дамаска і використовувалася для утримання політичних в'язнів, військовослужбовців та цивільних, підозрюваних у протистоянні режиму Асада. За даними організації з прав людини Amnesty International, на території в'язниці розміщено дві будівлі, які можуть вмістити 10-20 тисяч ув'язнених.
Після повалення режима Асада 8 грудня 2024 р. утримувані у Седная в'язні були звільнені. Серед ув'язнених були чоловіки, жінки та діти.

## Відомості про в'язницю Седная
В'язниця була побудована на початку 1980-х рр., а перші ув'язнені прибули до закладу площею 1,4 км² у 1987 році, в період правління президента Хафіза аль-Асада. З початком громадянської війни у Сирії в 2011 році Седная стала головною політичною в'язницею в Сирії, використовувалась для утримання опонентів режима і називалась «кінцевим пунктом призначення». Апарат державної безпеки Сирії розглядав ув'язнення як ключовий спосіб придушення інакомислення.
На території в'язниці розміщено два ізолятори:
- Біла будівля, або Білий корпус — для утримання військових офіцерів і військових, підозрюваних у нелояльності до режиму, а з 2011 р. для затриманих за участь у протестах проти Башара Асада. Це Г-подібний комплекс на південному сході комплексу[3];
- Червона будівля, або Червоний корпус (головна в'язниця) — для противників режиму (спочатку включала підозрюваних у приналежності до ісламістських груп). Має Y-подібну форму з трьома прямими коридорами, що виходять із одного центру, циркуляційного вузла, де охоронці могли оглядати замкнені зони[8][3].

Під Білою будівлею розміщувалась «камера для страт», де одночасно могли бути страчені через повішення декілька десятків в'язнів. У 2012 р. це приміщення було розширено.
У 2017 р. на основі супутникових знімків Держдепартамент США заявив про можливу побудову на території в'язниці (впритул до Білого корпуса) крематорію для утилізації останків убитих в'язнів і приховування масштабів масових вбивств у в'язниці.
Протягом періоду свого функціонування територія в'язниці посилено охоронялась: зовнішню частину в'язниці патрулював загін із 200 військовослужбовців із додатковими 250 солдатами військової розвідки та військової поліції, відповідальними за внутрішню безпеку. Зовнішній периметр і центр комплексу замінований протитанковими та протипіхотними мінами, мур увінчаний колючим дротом.
До повалення режима Асада схема в'язниці була суворо засекреченою, зображення зсередини не публікувались.
У 2016 р. на основі свідчень колишніх в'язнів Седная було реалізовано спільний проєкт Amnesty International і Forensic Architecture, що передбачав створення 3d-моделі в'язниці .

## Кількість загиблих в'язнів
Увагу правозахисних організацій в'язниця Седная привернула у липні 2008 року, після розголошення інформації про застосування тортур і зброї до ув'язнених під час бунту та загибелі невідомої кількості в'язнів. Інформація про порушення прав ув'язнених потрапила до правозахисників через мобільні телефони охоронців, відібрані в них під час бунту. Проте журналісти і моніторингові групи не допускались на територію в'язниці. Сирійська влада не оприлюднила жодних офіційних заяв щодо подій, за виключенням короткого прес-релізу офіційного сирійського інформаційного агентства SANA: «кілька ув'язнених… спричинили хаос і порушили громадський порядок у в'язниці та напали на інших ув'язнених… під час перевірки адміністрацією в'язниці… Ситуація вимагала втручання підрозділу охорони для наведення порядку у в'язниці».
Після початку у 2011 р. громадянської війни в Сирії кількість ув'язнених у Сирії суттєво збільшилась — з 24,3 % до 2011 року до 87,6 % після 2011 року Відповідно, збільшилась кількість ув'язнених і жертв в'язниці Седная. У доповіді Асоціації затриманих і зниклих безвісти у в'язниці Седная (ADMSP), що була оприлюднена в листопаді 2019 р., зазначено, що після 2011 року суттєво збільшилось застосування всіх типів фізичних, психологічних і сексуальних тортур, спрямованих на «залишення видимих фізичних наслідків, які супроводжують затриманого протягом тривалого часу після його звільнення». За словами правозахисників, Седная «фактично стала табором смерті».
У серпні 2016 р. Amnesty International повідомила про смерть приблизно 17 723 в'язнів в результаті тортур і позбавлення їжі, води та медичної допомоги в період з березня 2011 року по грудень 2015 року (в середньому 300 смертей щомісяця), а згідно оприлюдненого в лютому 2017 р. звіту Amnesty International, підготовленого на основі свідчень 84 колишніх охоронців і затриманих працівників в'язниці, протягом 5 років у ній було страчено від 5 000 до 13 000 людей. Масові повішання відбувались із швидкістю від 20 до 50 осіб (щотижня або двічі на тиждень).
Страті передував «військово-польовий суд» тривалістю до трьох хвилин з обов'язковим смертним вироком. Тіла страчених спочатку зберіглися у «соляних кімнатах», потім вантажівками перевозились до військового госпіталю Тішрін у Дамаску для фіксації смерті (від серцевої або дихальної недостатності) та поховання в братських могилах, розташованих на військовій території.
За твердженням Amnesty, ймовірні страти були санкціоновані на найвищому рівні сирійського уряду.Сирійський уряд відкинув претензії Amnesty як «безпідставні» та «позбавлені правди», наполягаючи на тому, що всі страти в Сирії дотримувалися належної правової процедури.
За оцінками правозахисників, у період з 2011 по 2018 рік понад 30 тисяч ув'язнених було страчено або померло внаслідок тортур, відсутності медичної допомоги чи голоду. За даними Сирійського центру моніторингу за дотриманням прав людини (англ. Syrian Observatory for Human Rights, SOHR), станом на січень 2021 р. у в'язниці внаслідок тортур, жорстокого поводження і масових страт загинуло 30 тисяч ув'язнених.
Наведені цифри, за припущенням Amnesty International, є нижчими за реальну кількість загиблих, оскільки десятки тисяч людей у Сирії вважаються зниклими без вісти.

## Звільнення в'язнів
8 грудня 2024 р., після повалення режима Асада, в'язниця була захоплена повстанцями, а ув'язнені звільнені. До 10 грудня 2024 р. тривали оперативно-розшукові заходи по виявленню ув'язнених у потенційно нерозкритих секретних камерах і підвалах в'язниці Седная, оскільки була інформація про існування прихованого підземного корпусу (т. зв. «червоного крила»). Інформація про «червоне крило» розповсюджувалася через соціальні мережі і оперувала цифрами від 1500 до 10 000 ув'язнених під землею.
Пошук здійснювався сирійською організацією цивільної оборони «Білі шоломи» із залученням осіб, знайомих із в'язницею та її плануванням, і включав ретельний обшук усіх секцій, приміщень, підвалів, подвір'їв та прилеглих територій колонії, обстеження входів, виходів, вентиляційних шахт, каналізації, водопровідних труб, електропроводки, кабелів камер спостереження. Під час оперативно-розшукових заходів використовувалися звукові зонди та пошукове обладнання, кінологічні групи. 10 грудня 2024 р. організація «Білі шоломи» повідомила, що жодних доказів існування невиявлених таємних камер або підвалів знайдено не було. Асоціація затриманих і зниклих безвісти у в'язниці Седная (ADMSP) також підтверила це 10 грудня 2024 р..